# Kim Ji-min (actrice)
Dans ce nom coréen, le nom de famille, Kim, précède le nom personnel.
Kim Ji-min, née le 12 février 2000, est une actrice sud-coréenne. Elle est surtout connue pour ses rôles dans les séries télévisées Goddess of Fire (2013) et Pluto Secret Society (2014). En 2018, elle intègre le casting de la série My ID Is Gangnam Beauty.

## Filmographie

### Cinéma
- 2014 : A Dynamite Family : Soo-jung
- 2016 : After Love : Eun-hong (jeune)

### Télévision
- 2008 : Bitter Sweet Life : Ha Na-rae
- 2009 : What's for Dinner? : Yoo Sun-young
- 2009 : Hometown Legends "The Masked Ghost" : Song Ka-seop (jeune)
- 2011 : Living in Style : Na Geum-sung
- 2013 : Samsaengi : Bong Geum-ok (ado)
- 2013 : Goddess of Fire : Shim Hwa-ryung (jeune)
- 2014 : Pluto Secret Society : Kang Ha-ra
- 2015 : Assembly : Jin Joo-min
- 2015 : Sweet, Savage Family : Yoon Soo-min
- 2016 : Lucky Romance : Shim Bo-ra
- 2017 : Super Family 2017 : Na Ik-hee
- 2017 : Money Flower : Na Mo-hyun (jeune)
- 2018 : Prison Playbook : Cameo
- 2018 : My ID Is Gangnam Beauty : Do Kyung-hee
- 2018 : Top Management : Park Seul-gi
- 2019 : The Secret Life of My Secretary : Jung Nam-hee